# Lokalbahn Rakonitz–Petschau–Buchau

Die Strecken der Lokalbahn Rakonitz–Petschau–Buchau

Die Lokalbahn Rakonitz–Petschau–Buchau (tschech.: Místní dráha Rakovník–Bečov–Bochov) war eine private Eisenbahngesellschaft in Österreich und dessen Nachfolgestaat Tschechoslowakei, deren Strecken in Nordwestböhmen lagen. Sie war Eigentümer der durch das Kronland Böhmen garantierten Lokalbahnen zwischen Rakovník (Rakonitz), Bečov nad Teplou (Petschau) und Bochov (Buchau). Der Sitz der Gesellschaft war in Prag.

## Geschichte
Am 31. Mai 1895 wurde den Herren „Dr. Emanuel Millner, Großgrundbesitzer in Luk, Josef Cermak, Bürgermeister, und Eduard Rickard, Stadtrath in Rakonitz, Franz Sandner, Bezirksobmann und Franz Fassl, Bürgermeister in Jechnitz, Wilhelm Rispler, Bürgermeister und Dr. Fildelis Reiner, Stadtrat in Buchau, Franz Braun, Bezirksobmann, Anton Reißig, Bürgermeister und Dr. Franz Zahn, Stadtrath in Luditz, Ernst Veit, Notar in Petschau und Karl Porschitz, Bürgermeister in Theusing...das Recht zum Baue und Betriebe einer als normalspurige Localbahn auszuführenden Locomotiveisenbahn von der Station Rakonitz der Staatsbahnlinie Rakonitz–Protivin über Jechnitz nach Pladen zum Anschlusses an die Staatsbahnlinie Pilsen–Dux und von da über Protiwitz (Luditz) und Theusing nach Petschau zum Anschluss an die projektierte Bahnlinie Marienbad–Karlsbad mit einer Abzweigung von Protiwitz (Luditz) nach Buchau“ erteilt. Die Konzessionäre wurden verpflichtet, „den Bau der Bahn...sofort zu beginnen und binnen längstens einem und einem halben Jahre zu vollenden und die fertige Bahn dem öffentlichen Verkehre zu übergeben“. Die Konzessionsdauer betrug 90 Jahre. Der Staat behielt sich zudem das Recht vor, die konzessionierte Bahn jederzeit einlösen zu können.
Das Aktienkapital der Gesellschaft betrug insgesamt 3.046.600 Kronen. Ausgegeben wurden 13.930 Stück Stammaktien zu je 200 Kronen und 1.303 Stück Prioritätsaktien  zu je 200 Kronen.
Die Strecken wurden am 27. Juni 1897 (Rakonitz–Luditz, Protiwitz–Buchau) und am 20. November 1898 (Luditz–Petschau) eröffnet. Den Betrieb führten die k.k. österreichischen Staatsbahnen (kkStB) für Rechnung der Lokalbahn Rakonitz–Petschau–Buchau aus. Nach dem Ersten Weltkrieg traten an Stelle der kkStB die neu gegründeten Tschechoslowakischen Staatsbahnen ČSD. 
Am 1. Januar 1925 wurde die Lokalbahn Rakonitz–Petschau–Buchau per Gesetz verstaatlicht, und die Strecken wurden ins Netz der ČSD integriert. Die Strecken bestehen noch. (Stand: 2019)

## Strecken
- Rakonitz–Petschau (* 1897/1898)
- Protiwitz–Buchau (* 1897)

## Lokomotiven
Auf Rechnung der Lokalbahn Rakonitz–Petschau–Buchau wurden zwei Lokomotiven der kkStB-Reihe 59 und insgesamt sieben der kkStB-Reihe 97 beschafft. Die Lokomotiven besaßen die Betriebsnummern 59.109–110 und 97.94–95, 135–136, 145, 194, 225.
Museal erhalten blieb die 97.194 (ČSD 310.093) als betriebsfähige Museumslokomotive des Depots České Budějovice. 